# Ferchar Fota
Ferchar Fota (el llarg) o Ferchar mac Feradaich (... - 697) va ser rei dels escots del Cenél Loáirn abans del 678 i després de Dál Riata.

## Origen
Segons el Genelach Rig N-Alban, Ferchar Fota mac Feradaich era la vuitena generació de descendents de Loarn mac Eirc, el germà de Fergus Mòr mac Earca. Ferchair Fota m Feradaich m Fergusa m Nechtain m Colmain m Baetain m Echdach m Muiredaich m Loairn mac Eircc. El Cenél Echdach, divisió del Cenél Loáirn a la qual pertanyia, es va establir a Argyll prop de l'actual port d'Oban, amb el seu bastió principal de Dùn Ollaigh.

## Regnat
L'activitat coneguda de Ferchar Fota, probablement rei del Cenél nEchdach, comença cap a l'any 678, que es correspon força bé amb el regnat de 21 anys que li va concedir el poema Duan Albanach. Els Annals de Tigernach esmenten aquell any una matança del Cenél Loáirn a Tiriu, l'illa de Tiree al sud de les Hèbrides Interiors, és a dir, “Ferchar Fota contra els britons vencedors”.
James E. Fraser identifica aquests "britons" amb els que intervenen quatre anys després a Antrim, on hi maten Cathassach mac Máele Cáich, rei de Dál nAraidi, després d'haver pres la seva capital Ráith Mór.
S'observen a continuació els rastres d'una guerra per la presa de possessió de tota Dalriada i la mort a vegades violenta de diversos personatges en què podem reconèixer membres del Cenél Gabráin i els reis de Dalriada:
- 680 Dunchad mac Eoganan és assassinat.[5]
- 681 L'assassinat de Conall Cael mac Dunchad a Kintyre.[6]
- 689 Mort de Cathusash Ui Domnall Brecc[7] i Máel-Duin mac Conaill Crandomna.[8]
- 696 Assassinat de Domnall Donn mac Conaill Crandomna.[9]

La mort de Ferchar Fota està documentada l'any 697. dos anys més tard, de la d'una tal “Tommat esposa de Ferchar” que potser era la seva esposa, el que seria un cas únic en les entrades relatives a la Dál Riata.

## Descendència
Ferchar Fota va tenir com a successor a Eochaid mac Domangairt, però va deixar com a hereus dos fills que van continuar lluitant contra el Cenél Gabráin i disputant-se el tron entre ells:
- Ainbcellach mac Ferchair
- Selbach mac Ferchair